# Гордана Јошић Гајин
Гордана Јошић Гајин (Нови Сад, 1963) српска је глумица.

## Биографија
Гордана Јошић Гајин је рођена 1963. у Новом Саду. Дипломирала је глуму 1988. године на Академији уметности у Новом Саду у класи професора Боре Драшковића, представом „Галеб” Антона Чехова, где је остварила запажену улогу Нине. Ради у Српском народном позоришту од 1989. године. Бавила се и синхронизацијом цртаних филмова за телевизију Нови Сад и студио Суперсоник. У октобру 2017. године, обележила је 30 година уметничког рада улогом госпође Марије Лазић у представи „Ујеж” Бранислава Нушића, у режији Радослава Миленковића.

## Улоге у позоришту

### Српско народно позориште
- Пеги Петерс у „Роман о Лондону” Милоша Црњанског у режији Стеве Жигона, 1987.
- Милеса у „Три чекића (о српу да и не говоримо)” Деане Лесковар у режији Егона Савина, 1988.
- Лисјен Ватлен у „Магарац” Жоржа Фејдоа у режији Желимира Орешковића, 1989.
- Глумица у „Нови Сад ил' никад” М. Пајовића/Р. Бојичића/М. Вржине/М. Петровића, у режији Радослава Дорића, 1989.
- Варвара у „Јегор Буличов” Максима Горког у режији Душана Јовановића, 1989.
- Регана у „Краљ Лир” Вилијама Шекспира у режији Љубише Ристића, 1990.
- Хорда у „Козодер у акцији” Ратка Радивојевића и Александре Плескоњић Илић, у режији Ратка Радивојевића, 1990.
- Женевјев од Брабанта у „У потрази за изгубљеним временом” (балет) у кореографији и режији Наде Кокотовић, 1989.
- Јасминка Карамарковић у „Чекајући Фортинбраса” Дубравке Кнежевић, у режији Владимира Лазића, 1990.
- Герсистрата у „Жене у народној скупштини” Аристофана у режији Зорана Ратковића, 1991.
- Ходл у „Виолиниста на крову” у режији Воје Солдатовића, 1992.
- Ирена у „Кад би Сомбор био Холивуд” аутора и редитеља Радослава Дорића, 1993.
- Илејн Харпер у „Арсеник и старе чипке” Џозефа Кеселринга у режији Радослава Дорића, 1993.
- Маша у „Три сестре” Антона Чехова у режији Љубосава Мајере, 1995.
- Ме у „Мачка на усијаном лименом крову” Тенесија Вилијамса у режији Љубослава Мајере, 1998.
- Др Катић у „Сабирни центар” Душана Ковачевића у режији Љубослава Мајере, 1999.
- Вера у „Cuba libre” Ивана М. Лалића у режији Кокана Младеновића, 2001.
- Лаура у „Дундо Мароје” Марина Држића у режији Радослава Миленковића, 2005.
- Вера у „Живот у гробу” Љубинке Стојановић у режији Срђана Радаковића, 2005.
- Наталија Дмитријевна у „Ујкин сан” Фјодора Достојевског у режији Егона Савина, 2006.
- Хермиона у „Расправа” Пјера Маривоа у режији Слађане Килибарда, 2006.
- Марта у „Неспоразум” Албера Камија у режији Радослава Миленковића, 2007.
- Олга у „Три сестре” Антона Чехова у режији Радослава Миленковића, 2009.
- Ванеса у „Тајни дневник Вирџиније Вулф” у режији Милене Павловић Чучиловић, 2010.
- Марија Лазић у „Ујеж” Бранислава Нушића у режији Радослава Миленковића, 2010.
- Соја у „Госпођа министарка” Бранислава Нушића у режији Радослава Миленковића, 2014.
- Ленка у „Оставите поруку или Бегунци” Виде Огњеновић, према мотивима романа Борислава Чичовачког, у режији ауторке, 2014.
- Голде у „Виолиниста на крову” Џозефа Стејна и Џерија Бока, у режији Атиле Берешa, 2015.
- Гертруда у „Хамлет” Вилијама Шекспира, режија Никола Завишић, 2016.
- Анхилда у „Кнегиња чардаша”, И. Калман, режија Јанош Сикора, 2016.
- Анка Милетић у „Светозар” Милована Витезовића, режија Југ Радивојевић, 2018.

### Остала позоришта
- Ливија Антонија у „Аретеј” Мирослава Крлеже у режији Душана Јовановића, КПГТ Суботица
- Гонерила у „Краљ Лир” Вилијама Шекспира у режији Карен Џонсон, Културни центар Новог Сада
- Марџори у „Крајности” у режији Александра Гајина, КЦНС и Савез драмских уметника Војводине

## Филмографија
| Год.       | Назив                  | Улога         |
| ---------- | ---------------------- | ------------- |
| 1983.      | Какав деда такав унук  |               |
| 1987.      | У име народа           | Крстина       |
| 1987.      | Човек у сребрној јакни | Славица       |
| 2004.      | Мемо                   | Конобарица    |
| 2009.      | Заувек млад            | Буба          |
| 2010.      | Као рани мраз          |               |
| 2014.      | Доба Дунђерских        |               |
| 2014-2015. | Празнична триологија   | Нада Керечки  |
| 2015-2016. | Помери се с места      | Нада Керечки  |
| 2017.      | Прва тарифа            | Комшиница     |
| 2021.      | Камионџије д. о. о.    | средњовечна   |
| 2022.      | Било једном у Србији   | Зоркина мајка |